# Lubminer Heide

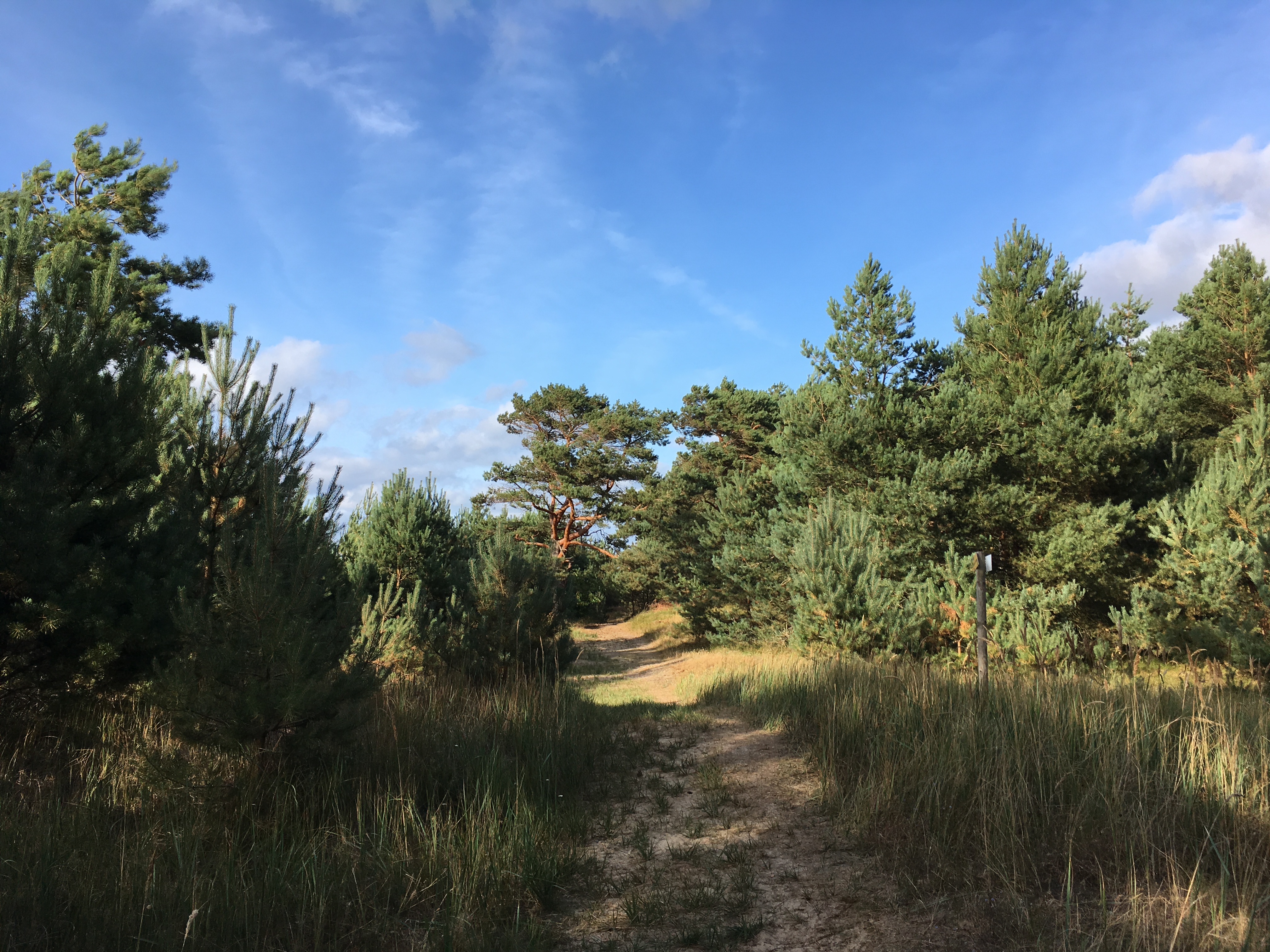
Lubminer Heide

Die Lubminer Heide bei Lubmin ist eine bewaldete Endmoränen- und Hügellandschaft im Landkreis Vorpommern-Greifswald im Land Mecklenburg-Vorpommern.

## Lage und Erhebungen
Die Lubminer Heide liegt südöstlich des Greifswalder Boddens, westlich des Ortskerns von Lubmin. Im Nordwesten liegt der Hafen Lubmin, wohin ein Kühlwasserkanal des mittlerweile stillgelegten Kernkraftwerks zum Bodden führte. Dieser Kanal führt auch zur Spandowerhagener Wiek, diese Bucht bildet die nordöstliche Grenze der Lubminer Heide. Dort befindet sich der namensgebende Krösliner Gemeindeteil Spandowerhagen. Südlich des Kanals steht das ab 1969 gebaute Kernkraftwerk, für den der Lubminer Ortsteil Freesendorf aufgegeben und Teile der Lubminer Heide abgeholzt wurden. Nördlich des Kanals liegt die Halbinsel Struck. Die Lubminer Heide reicht nach Südosten bis zum Krösliner Gemeindeteil Freest. Nach Süden hin schließen sich landwirtschaftlich genutzte Flächen sowie kleinere Siedlungen an, darunter Nonnendorf und Latzow.

## Vegetation und Gewässer
Der Bewuchs wird von Kiefern dominiert, der teilweise durch Mischwald ergänzt wird. Auf wenigen freien Flächen wechseln sich Trocken- und Magerrasen ab.
Im Südwesten der Lubminer Heide befindet sich mit zwanzig Metern über Normalhöhennull die höchste Erhebung, die Reiherberge. Im südlichen Bereich gibt es zwei namenlose Gewässer.

## Sportliche Nutzung
Im nordwestlichen Bereich des Waldes hat die Gemeinde Lubmin einen Naturpfad mit Walderkundungsweg angelegt. Zusätzlich durchqueren zahlreiche Nordic-Walking-Strecken das Gebiet.